# Nhóm Gallic

Hoạt hình của nhóm vệ tinh Gallic của sao Thổ
Saturn
Albiorix ·
Bebhionn ·
Erriapus ·
Tarvos

Nhóm Gallic là một nhóm vệ tinh dị hình chuyển động cùng chiều của Sao Thổ với những quỹ đạo tương đồng. Các trục bán chính của chúng nằm trong khoảng từ 16 đến 19 Gm, độ nghiêng của chúng trong khoảng từ 35° đến 40° và độ lệch tâm của chúng khoảng 0,53. 

Các vệ tinh dị hình của Sao Thổ. Biểu đồ minh họa nhóm Gallic liên quan đến các vệ tinh dị hình khác của Sao Thổ. Độ lệch tâm của các quỹ đạo được biểu thị bằng các đoạn màu vàng (kéo dài từ củng điểm quỹ đạo đến đỉnh) với độ nghiêng được biểu thị trên trục Y.

Liên minh Thiên văn Quốc tế (IAU) sử dụng các tên được lấy từ thần thoại Gallic cho các mặt trăng này.
Các yếu tố quỹ đạo trung bình tương đồng nhau đã khiến các nhà khám phá đưa ra nguồn gốc chung cho nhóm trong một cuộc chia tay của một cơ thể lớn hơn. Nhóm này sau đó được phát hiện là đồng nhất về mặt vật lý, tất cả các vệ tinh hiển thị màu đỏ nhạt (chỉ số màu B - V = 0,91 và V - R = 0,48)  và các chỉ số hồng ngoại tương tự 
Đáng chú ý, các quan sát gần đây đã tiết lộ rằng thành viên lớn nhất của nhóm, Albiorix, hiển thị thực sự hai màu khác nhau: một màu tương thích với Erriapus và Tarvos, và một màu đỏ khác. Thay vì tổ tiên thông thường, người ta đã đặt ra rằng Tarvos và Erriapus có thể là những mảnh vỡ của Albiorix, để lại một miệng núi lửa lớn, ít màu đỏ hơn. Tác động như vậy sẽ đòi hỏi một thiên thể có đường kính vượt quá 1 km và vận tốc tương đối gần 5 km/s, dẫn đến một miệng hố lớn với bán kính 12 km. Vô số miệng hố va chạm rất lớn được quan sát trên Phoebe, chứng minh sự tồn tại của những vụ va chạm như vậy trong quá khứ của hệ thống Sao Thổ.
Việc phát hiện 20 mặt trăng mới của Sao Thổ được công bố vào tháng 10 năm 2019 bởi một nhóm do Scott S. Sheppard dẫn đầu sử dụng Kính viễn vọng Subaru tại Mauna Kea. Một trong số đó, S/2004 S 24, cũng chuyển động ngược, nhưng nó quay quanh Sao Thổ cách xa hơn nhiều so với bốn vệ tinh Gallic đã biết. Vệ tinh này tuy nhiên cũng sẽ nhận được một tên từ thần thoại Gallic.
Bốn thành viên của nhóm được phát hiện trước năm 2019 là (theo thứ tự tăng dần khoảng cách từ Sao Thổ):
- Albiorix
- Bebhionn
- Erriapus
- Tarvos